# Idria di Sotto
Idria di Sotto, già Idria Inferiore, (in sloveno Spodnja Idrija, in epoca asburgica in tedesco Unter Idria) è un centro abitato della Slovenia, insediamento (naselje) del comune di Idria.

## Storia
In epoca asburgica il centro abitato apparteneva al Ducato di Carniola (inquadrato a sua volta fino al 1849 nel Regno d'Illiria) ed era noto con il toponimo tedesco di Unteridria, e con quello sloveno di Idrija Spodnja. In italiano era noto come Idria Inferiore. La località costituiva un comune catastale autonomo. In seguito costituì anche un comune amministrativo, che inglobò i vicini comuni catastali di Krnice Idrijske (ted. Karnitze), Kanomlja Gorenja (ted. Oberkanomla), Kanomlja Spodnja (ted. Unterkanomla), la maggior parte del comune catastale di Kanomlja Srednja (ted. Miterkanomla) e parte del villaggio di Rotarjev Vrh (appartenente al comune catastale di Vojsko). Dal punto di vista amministrativo era inserito nel distretto giudiziario di Idria e nel distretto politico di Longatico (Loitsch, Logatec).
Nel 1918, in seguito alla prima guerra mondiale, il centro abitato venne occupato, come tutta la Venezia Giulia, dalle truppe italiane, passando formalmente al Regno d'Italia nel 1920 dopo il Trattato di Rapallo. Il comune venne inserito nella provincia del Friuli, dapprima nel circondario di Tolmino e successivamente in quello di Idria. In un primo momento il comune si trovò sul confine italo-jugoslavo e inglobò tutti i territori annessi all'Italia che prima della guerra facevano parte dei comuni di Žiri e di Oselica, località rimaste in territorio jugoslavo. Entrarono così nel comune di Idria inferiore l'intero comune catastale di Ledine, con i centri di Ledinza (Ledinske Krnice), Pecinico (Pečnik), Govecco (Govejk) e Corita (Korita); la maggior parte del comune catastale di Vresnico (Vrsnik), con i centri di Vresnico di Sopra (Gorenji Vrsnik), Vresnico di Sotto (Dolenji Vrsnik), Raspotie (Razpotje) e parte di Zironizza (Žirovnica); i villaggi del comune catastale di Žiri di Bresenza (Breznica) e Ossonizza (Osojnica); e parte delle località di Collefreddo (Mrzli Vrh) e Iavoridol (Iavorjev Dol). Queste ultime erano le uniche località provenienti dal comune asburgico di Oslica. Già nel 1921 tuttavia tutti questi territori vennero nuovamente staccati da Idria inferiore, andando a formare il comune di Ledine. Rimasero così soltanto le vecchie frazioni già comprese nel comune di Idria inferiore in epoca asburgica:  Canomlia Bassa/Canonla bassa (Spodnja Kanomlja), Canomlia Media/Canonla media (Srednja Kanomlja), Canomlia Alta/Canonla alta (Gorenja Kanomlja) e Carnizza d'Idria (Idrijske Krnice), oltre ai territori degli attuali insediamenti di Razpotje e Rejcov Grič.
Nel 1923 il toponimo venne cambiato in Idria di Sotto. Nel 1927 passò alla nuova provincia di Gorizia. Nel 1928 il comune di Idria di Sotto venne soppresso e aggregato al comune di Idria.
Durante la seconda guerra mondiale, dopo l'8 settembre 1943 l'intera Venezia Giulia venne occupata dalle truppe tedesche, che la inclusero nella Zona di Operazioni del Litorale adriatico. Nel 1945 l'intera area passò sotto il controllo jugoslavo, venendo inclusa nella zona B a est della Linea Morgan. Nel 1947 la località venne annessa formalmente alla Jugoslavia con i Trattati di Parigi. Dal 1991 Idria di Sotto (tornata ufficialmente Spodnja Idrija) fa parte della Slovenia come insediamento del comune di Idria.